# XTR (алгоритм)
XTR (сокращение от ECSTR — «Efficient and Compact Subgroup Trace Representation») — алгоритм шифрования с открытым ключом, основывающийся на вычислительной сложности задачи дискретного логарифмирования. Преимущества этого алгоритма перед другими, использующими эту идею, в более высокой скорости и меньшем размере ключа.
Данный алгоритм использует генератор {\displaystyle g} относительно малой подгруппы порядка {\displaystyle q} ({\displaystyle q} — простое) подгруппы {\displaystyle GF(p^{6})^{*}}. При правильном выборе {\displaystyle q}, дискретное логарифмирование в группе, порожденной {\displaystyle g}, имеет ту же вычислительную сложность, что и в {\displaystyle GF(p^{6})^{*}}. XTR использует арифметику {\displaystyle GF(p^{2})} вместо {\displaystyle GF(p^{6})}, обеспечивая ту же защищенность, но с меньшими затратами на вычисления и передачу данных.

## Теоретическая основа XTR
Алгоритм работает в конечном поле {\displaystyle GF(p^{6})}. Рассмотрим группу порядка {\displaystyle p^{2}-p+1}, и её подгруппу порядка q, где p — простое число, такое, что другое достаточно большое простое число q является делителем {\displaystyle p^{2}-p+1}. Группа порядка q называется XTR-подгруппой. Эта циклическая группа {\displaystyle \langle g\rangle } является подгруппой {\displaystyle GF(p^{6})^{*}} и имеет генератор g.

### Арифметические операции вGF(p2){\displaystyle GF(p^{2})}
Пусть p — простое число, такое, что p ≡ 2 mod 3, а p2 — p + 1 делится на достаточно большое простое q. Так как p2 ≡ 1 mod 3, p порождает {\displaystyle (\mathbb {Z} /3\mathbb {Z} )^{*}}. Таким образом, круговой многочлен {\displaystyle \Phi _{3}(x)=x^{2}+x+1} является неприводимым в {\displaystyle GF(p)}. Следовательно, корни {\displaystyle \alpha } и {\displaystyle \alpha ^{p}} образуют оптимальный нормальный базис {\displaystyle GF(p^{2})} над {\displaystyle GF(p)} и
{\displaystyle GF(p^{2})\cong \{x_{1}\alpha +x_{2}\alpha ^{p}:x_{1},x_{2}\in GF(p)\}.}
С учетом p ≡ 2 mod 3:
{\displaystyle GF(p^{2})\cong \{y_{1}\alpha +y_{2}\alpha ^{2}:\alpha ^{2}+\alpha +1=0,y_{1},y_{2}\in GF(p)\}.}
Таким образом, стоимость арифметических операций следующая:
- Вычисление xp не требует умножения
- Вычисление x2 требует двух операций умножения в {\displaystyle GF(p)}
- Вычисление xy требует трех операций умножения в {\displaystyle GF(p)}
- Вычисление xz-yzp требует четырёх операций умножения в {\displaystyle GF(p)}.:[1]

### Использование следов вGF(p2){\displaystyle GF(p^{2})}
Элементами, сопряженными с {\displaystyle h\in GF(p^{6})} в {\displaystyle GF(p^{2})} являются: сам {\displaystyle h,h^{p^{2}}} и {\displaystyle h^{p^{4}}}, а их сумма — след {\displaystyle h}.
{\displaystyle Tr(h)=h+h^{p^{2}}+h^{p^{4}}.}
Кроме того:
{\displaystyle {\begin{aligned}Tr(h)^{p^{2}}&=h^{p^{2}}+h^{p^{4}}+h^{p^{6}}\\&=h+h^{p^{2}}+h^{p^{4}}\\&=Tr(h)\end{aligned}}}
Рассмотрим генератор {\displaystyle g} XTR-группы порядка {\displaystyle q}, где {\displaystyle q} — простое число. Так как {\displaystyle \langle g\rangle } — подгруппа группы порядка {\displaystyle p^{2}-p+1}, то {\displaystyle q\mid p^{2}-p+1}. Кроме того,
{\displaystyle p^{2}=p-1}
и
{\displaystyle p^{4}=(p-1)^{2}=p^{2}-2p+1=-p}.
Таким образом,
{\displaystyle {\begin{aligned}Tr(g)&=g+g^{p^{2}}+g^{p^{4}}\\&=g+g^{p-1}+g^{-p}.\end{aligned}}}
Отметим также, что сопряженным к элементу {\displaystyle g} является {\displaystyle 1}, то есть, {\displaystyle g} имеет норму равную 1.
Ключевой особенностью XTR является то, что минимальный многочлен {\displaystyle g} в {\displaystyle GF(p^{2})}
{\displaystyle (x-g)\!\ (x-g^{p-1})(x-g^{-p})}
упрощается до
{\displaystyle x^{3}-Tr(g)\!\ x^{2}+Tr(g)^{p}x-1}
Иными словами, сопряженные с {\displaystyle g} элементы, как корни минимального многочлена в {\displaystyle GF(p^{2})}, полностью определяются следом {\displaystyle g}.
Аналогичные рассуждения верны для любой степени {\displaystyle g}:
{\displaystyle x^{3}-Tr(g^{n})\!\ x^{2}+Tr(g^{n})^{p}x-1}
— этот многочлен определяется следом {\displaystyle Tr(g^{n})}.
Идея алгоритма в том, чтобы заменить {\displaystyle g^{n}\in GF(p^{6})} на {\displaystyle Tr(g^{n})\in GF(p^{2})}, то есть вычислять {\displaystyle Tr(g^{n})} по {\displaystyle Tr(g)} вместо {\displaystyle g^{n}} по {\displaystyle g} Однако для того, чтобы метод был эффективен, необходим способ быстро получать {\displaystyle Tr(g^{n})} по имеющемуся {\displaystyle Tr(g)}.

### Алгоритм быстрого вычисленияTr(gn){\displaystyle Tr(g^{n})}поTr(g){\displaystyle Tr(g)}[2]
Определение:
Для каждого {\displaystyle c} {\displaystyle GF(p^{2})} определим:
{\displaystyle F(c,X)=X^{3}-cX^{2}+c^{p}X-1\in GF(p^{2})[X].}
Определение:
Пусть {\displaystyle h_{0},\!\ h_{1},h_{2}} — корни {\displaystyle F(c,X)} в {\displaystyle GF(p^{6})}, а {\displaystyle n\in \mathbb {Z} }. Обозначим:
{\displaystyle c_{n}=h_{0}^{n}+h_{1}^{n}+h_{2}^{n}.}
Свойства {\displaystyle c_{n}} и {\displaystyle F(c,X)}:
1. {\displaystyle c=c_{1}}
2. {\displaystyle c_{-n}=c_{np}=c_{n}^{p}}
3. {\displaystyle c_{n}\in GF(p^{2})} для {\displaystyle n\in \mathbb {Z} }
4. {\displaystyle c_{u+v}=c_{u}c_{v}-c_{v}^{p}c_{u-v}+c_{u-2v}} для {\displaystyle u,v\in \mathbb {Z} }
5. Либо все {\displaystyle h_{j}} имеют порядок, являющийся делителем {\displaystyle p^{2}-p+1} и {\displaystyle >3}, либо все {\displaystyle h_{j}} — в поле {\displaystyle GF(p^{2})}. В частности, {\displaystyle F(c,X)} — неприводим тогда и только тогда, когда его корни имеют порядок, являющийся делителем {\displaystyle p^{2}-p+1} и {\displaystyle >3}.
6. {\displaystyle F(c,X)} приводим в поле {\displaystyle GF(p^{2})} тогда и только тогда, когда {\displaystyle c_{p+1}\in GF(p)}

Утверждение:
Пусть даны {\displaystyle c,\!\ c_{n-1},c_{n},c_{n+1}}.
1. Вычисление {\displaystyle c_{2n}=c_{n}^{2}-2c_{n}^{p}} требует двух операций произведения в поле {\displaystyle GF(p)}.
2. Вычисление {\displaystyle c_{n+2}=c_{n+1}\cdot c-c^{p}\cdot c_{n}+c_{n-1}} требует четырёх операций произведения в поле {\displaystyle GF(p)}.
3. Вычисление {\displaystyle c_{2n-1}=c_{n-1}\cdot c_{n}-c^{p}\cdot c_{n}^{p}+c_{n+1}^{p}} требует четырёх операций произведения в поле {\displaystyle GF(p)}.
4. Вычисление {\displaystyle c_{2n+1}=c_{n+1}\cdot c_{n}-c\cdot c_{n}^{p}+c_{n-1}^{p}} требует четырёх операций произведения в поле {\displaystyle GF(p)}.

Определение:
Пусть {\displaystyle S_{n}(c)=(c_{n-1},c_{n},c_{n+1})\in GF(p^{2})^{3}}.

### Алгоритм для вычисленияSn(c){\displaystyle S_{n}(c)}при заданныхn{\displaystyle n}иc{\displaystyle c}
- При {\displaystyle n<0} алгоритм применяется для {\displaystyle -n} и {\displaystyle c}, затем используется свойство 2 для получения конечного результатаю
- При {\displaystyle n=0}, {\displaystyle S_{0}(c)\!\ =(c^{p},3,c)}.
- При {\displaystyle n=1}, {\displaystyle S_{1}(c)\!\ =(3,c,c^{2}-2c^{p})}.
- При {\displaystyle n=2}, воспользуемся выражениями для {\displaystyle c_{n+2}=c_{n+1}\cdot c-c^{p}\cdot c_{n}+c_{n-1}} и {\displaystyle S_{1}(c)}, чтобы найти {\displaystyle c_{3}} и, соответственно, {\displaystyle S_{2}(c)}.
- При {\displaystyle n>2}, чтобы вычислить {\displaystyle S_{n}(c)}, введем

{\displaystyle {\bar {S}}_{i}(c)=S_{2i+1}(c)}
и {\displaystyle {\bar {m}}=n} если не {\displaystyle n} нечетно и {\displaystyle {\bar {m}}=n-1} если четно. Положим {\displaystyle {\bar {m}}=2m+1,k=1} и найдем {\displaystyle {\bar {S}}_{k}(c)=S_{3}(c)}, используя Утверждение, и {\displaystyle S_{2}(c)}. Пусть, в дальнейшем,
{\displaystyle m=\sum _{j=0}^{r}m_{j}2^{j}}
где {\displaystyle m_{j}\in {0,1}} и {\displaystyle m_{r}=1}. Для {\displaystyle j=r-1,r-2,...,0} последовательно выполним следующее:
- При {\displaystyle m_{j}=0}, воспользуемся {\displaystyle {\bar {S}}_{k}(c)} чтобы найти {\displaystyle {\bar {S}}_{2k}(c)}.
- При {\displaystyle m_{j}=1}, воспользуемся {\displaystyle {\bar {S}}_{k}(c)} чтобы найти {\displaystyle {\bar {S}}_{2k+1}(c)}.
- Заменим {\displaystyle k} на {\displaystyle 2k+m_{j}}.

По завершении итераций, {\displaystyle k=m}, а {\displaystyle S_{\bar {m}}(c)={\bar {S}}_{m}(c)}. Если n — четно, воспользуемся {\displaystyle S_{\bar {m}}(c)} чтобы найти {\displaystyle {\bar {S}}_{m+1}(c)}.

## Выбор параметров

### Выбор поля и размера подгруппы
Чтобы воспользоваться преимуществами представления элементов групп в виде их следов и обеспечить достаточную защищенность данных, необходимо найти простые {\displaystyle p} и {\displaystyle q}, где {\displaystyle p} — характеристика поля {\displaystyle GF(p^{6})}, причем {\displaystyle p\equiv 2\ {\text{mod}}\ 3}, а {\displaystyle q} — размер подгруппы и делитель {\displaystyle p^{2}-p+1}.
Обозначим как {\displaystyle P} и {\displaystyle Q} размеры {\displaystyle p} и {\displaystyle q} в битах. Чтобы достичь уровня безопасности, который обеспечивает, к примеру, RSA с длиной ключа в 1024 бита, требуется выбрать {\displaystyle P} таким, что {\displaystyle 6P>1024}, то есть {\displaystyle P\approx 170} а {\displaystyle Q} может быть около 160.
Первый алгоритм, который позволяет вычислить такие простые {\displaystyle p} и {\displaystyle q} — Алгоритм А.
Алгоритм А
1. Найдём {\displaystyle r\in \mathbb {Z} } такое, что число {\displaystyle q=r^{2}-r+1} — простое число длиной в {\displaystyle Q} бит.
2. Найдем {\displaystyle k\in \mathbb {Z} } такое, что число {\displaystyle p=r+k\cdot q} — простое длиной {\displaystyle P} бит, а также {\displaystyle p\equiv 2\ {\text{mod}}\ 3}.

Корректность Алгоритма А:
Необходимо проверить лишь то, что {\displaystyle q\mid p^{2}-p+1}, так как все оставшиеся свойства очевидно выполнены из-за специфики выбора {\displaystyle p} и {\displaystyle q}.
Нетрудно заметить, что {\displaystyle p^{2}-p+1=r^{2}+2rkq+k^{2}q^{2}-r-kq+1=r^{2}-r+1+q(2rk+k^{2}q-k)=q(1+2rk+k^{2}q-k)}, значит {\displaystyle q\mid p^{2}-p+1}.
Алгоритм А очень быстрый, однако может быть небезопасен, так как уязвим против атаки с использованием решета числового поля.
От этого недостатка избавлен более медленный Алгоритм Б.
Алгоритм Б
1. Выберем простое число {\displaystyle q} длиной в {\displaystyle Q} бит, такое, что {\displaystyle q\equiv 7\ {\text{mod}}\ 12}.
2. Найдем корни {\displaystyle r_{1}} и {\displaystyle r_{2}} {\displaystyle X^{2}-X+1\ {\text{mod}}\ q}.
3. Найдем {\displaystyle k\in \mathbb {Z} } такое, что {\displaystyle p=r_{i}+k\cdot q}, {\displaystyle p}- простое {\displaystyle P}-битовое число и при этом {\displaystyle p\equiv 2\ {\text{mod}}\ 3} для {\displaystyle i\in \{1,2\}}

Корректность Алгоритма Б:
Как только мы выбираем {\displaystyle q\equiv 7\ {\text{mod}}\ 12}, автоматически выполняется условие {\displaystyle q\equiv 1\ {\text{mod}}\ 3} (Так как {\displaystyle 7\equiv 1\ {\text{mod}}\ 3} и {\displaystyle 3\mid 12}). Из этого утверждения и квадратичного закона взаимности следует, что корни {\displaystyle r_{1}} и {\displaystyle r_{2}} существуют.
Чтобы проверить, что {\displaystyle q\mid p^{2}-p+1} снова рассмотрим {\displaystyle p^{2}-p+1} для {\displaystyle r_{i}\in \{1,2\}} и заметим, что {\displaystyle p^{2}-p+1=r_{i}^{2}+2r_{i}kq+k^{2}q^{2}-r_{i}-kq+1=r_{i}^{2}-r_{i}+1+q(2rk+k^{2}q-k)=q(2rk+k^{2}q-k)}.Значит {\displaystyle r_{1}} и {\displaystyle r_{2}} -корни {\displaystyle X^{2}-X+1} и, следовательно, {\displaystyle q\mid p^{2}-p+1}.

### Выбор подгруппы
В предыдущем разделе мы нашли размеры {\displaystyle p} и {\displaystyle q} конечного поля {\displaystyle GF(p^{6})} и мультипликативной подгруппы в {\displaystyle GF(p^{6})^{*}}. Теперь следует найти подгруппу {\displaystyle \langle g\rangle } в {\displaystyle GF\!\ (p^{6})^{*}} для некоторых {\displaystyle g\in GF(p^{6})} таких, что {\displaystyle \mid \!\!\langle g\rangle \!\!\mid =q}.
Однако, необязательно искать явный элемент {\displaystyle g\in GF(p^{6})}, достаточно найти элемент {\displaystyle c\in GF(p^{2})} такой, что {\displaystyle c=Tr(g)} для элемента {\displaystyle g\in GF(p^{6})} порядка {\displaystyle q}. Но при данном {\displaystyle Tr(g)}, генератор {\displaystyle g} XTR-группы может быть найден путём нахождения корня {\displaystyle F(Tr(g),\ X)}.
Чтобы найти это {\displaystyle c}, рассмотрим свойство 5 {\displaystyle F(c,\ X)}. Найдя такое {\displaystyle c} следует проверить, действительно ли оно порядка {\displaystyle q}, однако сначала нужно выбрать c\in GF(p²), такое, что F(c,\ X) — неприводимо.
Простейший подход в том, чтобы выбирать {\displaystyle c\in GF(p^{2})\backslash GF(p)} случайным образом.
Утверждение: Для случайно выбранного {\displaystyle c\in GF(p^{2})} вероятность, что {\displaystyle F(c,\ X)=X^{3}-cX^{2}+c^{p}X-1\in GF(p^{2})[X]} — неприводимо, больше 1/3.
Базовый алгоритм для поиска {\displaystyle Tr(g)}:
1. Выберем случайное {\displaystyle c\in GF(p^{2})\backslash GF(p)}.
2. Если {\displaystyle F(c,\ X)} — приводим, вернемся на первый шаг.
3. Воспользуемся алгоритмом для поиска {\displaystyle S_{n}(c)}. Найдем {\displaystyle d=c_{(p^{2}-p+1)/q}}.
4. Если {\displaystyle d} имеет порядок не равный {\displaystyle q}, вернемся на первый шаг.
5. Пусть {\displaystyle Tr(g)=d}.

Данный алгоритм вычисляет элемент поля {\displaystyle GF(p^{2})} эквивалентный {\displaystyle Tr(g)} для некоторых {\displaystyle g\in GF(p^{6})} порядка {\displaystyle q}.

## Примеры

### Протокол Диффи-Хеллмана
Предположим, у Алисы и Боба есть открытый XTR-ключ {\displaystyle \left(p,q,Tr(g)\right)} и они хотят сгенерировать общий закрытый ключ {\displaystyle K}.
1. Алиса выбирает случайное число {\displaystyle a\in \mathbb {Z} } такое, что {\displaystyle 1<a<q-2}, вычисляет {\displaystyle S_{a}(Tr(g))=\left(Tr(g^{a-1}),Tr(g^{a}),Tr(g^{a+1})\right)\in GF(p^{2})^{3}} и посылает {\displaystyle Tr(g^{a})\in GF(p^{2})} Бобу.
2. Боб получает {\displaystyle Tr(g^{a})} от Алисы, выбирает случайное {\displaystyle b\in \mathbb {Z} } такое, что {\displaystyle 1<b<q-2}, вычисляет {\displaystyle S_{b}(Tr(g))=\left(Tr(g^{b-1}),Tr(g^{b}),Tr(g^{b+1})\right)\in GF(p^{2})^{3}} и посылает {\displaystyle Tr(g^{b})\in GF(p^{2})} Алисе.
3. Алиса получает {\displaystyle Tr(g^{b})} от Боба, вычисляет {\displaystyle S_{a}(Tr(g^{b}))=\left(Tr(g^{(a-1)b}),Tr(g^{ab}),Tr(g^{(a+1)b})\right)\in GF(p^{2})^{3}} и получает {\displaystyle Tr(g^{ab})\in GF(p^{2})} — закрытый ключ {\displaystyle K}.
4. Точно так же, Боб вычисляет {\displaystyle S_{b}(Tr(g^{a}))=\left(Tr(g^{a(b-1)}),Tr(g^{ab}),Tr(g^{a(b+1)})\right)\in GF(p^{2})^{3}} и получает {\displaystyle Tr(g^{ab})\in GF(p^{2})} — закрытый ключ {\displaystyle K}.

### Схема Эль-Гамаля
Предположим, у Алисы есть часть публичного ключа XTR: {\displaystyle (p,q,Tr(g))}. Алиса выбирает секретное целое число {\displaystyle k} и вычисляет и публикует {\displaystyle Tr(g^{k})}. Получив публичный ключ Алисы {\displaystyle \left(p,q,Tr(g),Tr(g^{k})\right)}, Боб может зашифровать сообщение {\displaystyle M}, предназначенное Алисе, используя следующий алгоритм:
1. Боб выбирает случайное {\displaystyle b\in \mathbb {Z} } такое, что {\displaystyle 1<b<q-2} и вычисляет {\displaystyle S_{b}(Tr(g))=\left(Tr(g^{b-1}),Tr(g^{b}),Tr(g^{b+1})\right)\in GF(p^{2})^{3}}.
2. Затем Боб вычисляет{\displaystyle S_{b}(Tr(g^{k}))=\left(Tr(g^{(b-1)k}),Tr(g^{bk}),Tr(g^{(b+1)k})\right)\in GF(p^{2})^{3}}.
3. Боб определяет симметричный ключ {\displaystyle K} основанный на {\displaystyle Tr(g^{bk})\in GF(p^{2})}.
4. Боб шифрует сообщение {\displaystyle M} ключом {\displaystyle K}, получая зашифрованное сообщение {\displaystyle E}.
5. Пару {\displaystyle (Tr(g^{b}),\ E)} Боб посылает Алисе.

Получив пару {\displaystyle (Tr(g^{b}),\ E)}, Алиса расшифровывает её следующим образом:
1. Алиса вычисляет {\displaystyle S_{k}(Tr(g^{b}))=\left(Tr(g^{b(k-1)}),Tr(g^{bk}),Tr(g^{b(k+1)})\right)\in GF(p^{2})^{3}}.
2. Алиса определяет симметричный ключ {\displaystyle K} основанный на {\displaystyle Tr(g^{bk})\in GF(p^{2})}.
3. Зная, что алгоритм шифрования сообщения — симметричный, Алиса ключом {\displaystyle K} расшифровывает {\displaystyle E}, получая исходное сообщение {\displaystyle M}.

Таким образом, сообщение передано.